# Jenny Cheesman
Jennifer Cheesman, coniugata Smyth, detta Jenny (Adelaide, 2 novembre 1957), è un'ex cestista australiana.
È la moglie di Phil Smyth.

## Carriera
Con l'Australia ha disputato due edizioni dei Giochi olimpici (Los Angeles 1984, Seul 1988) e quattro dei Campionati mondiali (1975, 1979, 1983, 1986).